# Joe Penna
Pour les articles homonymes, voir Penna.
Joe Penna, né à São Paulo (Brésil) le 29 mai 1987, est un guitariste et cinéaste brésilien.

## Filmographie

### Acteur
- 2010 : The Annoying Orange : Potato (1 épisode)
- 2011 : Once Upon
- 2012 : Behind the Glasses
- 2012 : Internet Icon
- 2012 : Written by a Kid
- 2013 : Squaresville
- 2015 : Beyond
- 2015 : Nerd Court

### Directeur de la photographie
- 2009 : Too Late Too Soon

### Réalisateur

#### Cinéma
Longs métrages
- 2018 : Arctic
- 2021 : Le Passager no 4 (Stowaway)

Courts métrages
- 2012 : Meridian
- 2014 : Instant Getaway
- 2015 : Beyond
- 2015 : Turning Point

#### Télévision
Séries télévisées
- 2010 : T-Shirt War
- 2011 : Once Upon
- 2012 : Sand Box
- 2012 : Behind the Glasses

### Producteur
- 2012 : Meridian
- 2012 : Sand Box
- 2012 : Written by a Kid
- 2014 : Instant Getaway
- 2015 : Beyond
- 2015 : Turning Point

### Ingénieur du son
- 1998 : Origin of the Species
- 1999 : Just One Time

### Effets spéciaux
- 2008 : Santa Claus in Baghdad

### Scénariste
- 2011 : Once Upon
- 2012 : Behind the Glasses
- 2012 : Meridian
- 2012 : Sand Box
- 2014 : Instant Getaway
- 2015 : Beyond
- 2015 : Turning Point
- 2018 : Arctic
- 2021 : Le Passager nº 4 (Stowaway)